# USS Laning (DE-159)
USS Laning (DE-159/APD-55) là một tàu hộ tống khu trục lớp Buckley được Hải quân Hoa Kỳ chế tạo trong Chiến tranh Thế giới thứ hai. Tên nó được đặt theo Đô đốc Harris Laning (1873-1941), người từng tham gia các cuộc Chiến tranh Philippine-Hoa Kỳ và Chiến tranh Thế giới thứ nhất. Nó đã phục vụ trong chiến tranh cho đến năm 1944, khi được cải biến thành một tàu vận chuyển cao tốc mang ký hiệu lườn APD-55. Nó tiếp tục phục vụ cho đến khi chiến tranh kết thúc và xuất biên chế năm 1946. Con tàu được huy động trở lại trong giai đoạn Chiến tranh Triều Tiên và trong biên chế từ năm 1951 đến năm 1957; cuối cùng nó bị tháo dỡ vào năm 1975. Laning được tặng thưởng một Ngôi sao Chiến trận do thành tích phục vụ trong Thế Chiến II.

## Thiết kế và chế tạo
Những chiếc thuộc lớp tàu hộ tống khu trục Buckley có chiều dài chung 306 ft (93 m), mạn tàu rộng 37 ft 1 in (11,30 m) và độ sâu mớn nước khi đầy tải là 11 ft 3 in (3,43 m). Chúng có trọng lượng choán nước tiêu chuẩn 1.400 tấn Anh (1.400 t); và lên đến 1.740 tấn Anh (1.770 t) khi đầy tải. Hệ thống động lực bao gồm hai turbine hơi nước General Electric công suất 13.500 mã lực (10.100 kW), dẫn động hai máy phát điện công suất 9.200 kilôwatt (12.300 hp) để vận hành hai trục chân vịt;  công suất 12.000 hp (8.900 kW) cho phép đạt được tốc độ tối đa 23 kn (26 mph; 43 km/h), và có dự trữ hành trình 6.000 nmi (6.900 mi; 11.000 km) khi di chuyển ở vận tốc đường trường 12 kn (14 mph; 22 km/h).
Vũ khí trang bị bao gồm ba pháo 3 in (76 mm)/50 cal trên tháp pháo nòng đơn có thể đối hạm hoặc phòng không, một khẩu đội 1,1 inch/75 caliber bốn nòng và tám pháo phòng không Oerlikon 20 mm. Vũ khí chống ngầm bao gồm một dàn súng cối chống tàu ngầm Hedgehog Mk. 10 (có 24 nòng và mang theo 144 quả đạn); hai đường ray Mk. 9 và tám máy phóng K3 Mk. 6 để thả mìn sâu. Khác biệt đáng kể so với lớp Evarts dẫn trước là chúng có thêm ba ống phóng ngư lôi Mark 15 21 inch (533 mm). Thủy thủ đoàn đầy đủ bao gồm 186 sĩ quan và thủy thủ.
Laning được đặt lườn tại Xưởng hải quân Norfolk ở Portsmouth, Virginia vào ngày 23 tháng 4, 1943. Nó được hạ thủy vào ngày 4 tháng 7, 1943; được đỡ đầu bởi bà Mabel C. Laning, vợ góa Đô đốc Laning, và nhập biên chế vào ngày 1 tháng 8, 1943 dưới quyền chỉ huy của Hạm trưởng, Trung tá Hải quân Edwin Charles Woodward.

## Lịch sử hoạt động

### Mặt trận Đại Tây Dương
Sau khi hoàn tất chuyến đi chạy thử máy huấn luyện tại khu vực Bermuda, Laning tham gia vào việc huấn luyện thủy thủ đoàn tàu hộ tống khu trục tại Norfolk, Virginia trước khi gia nhập cùng Đội Hộ tống 21 tại New York vào ngày 9 tháng 11, 1943 để làm nhiệm vụ hộ tống vận tải. Nó đi đến Aruba thuộc Tây Ấn Hà Lan từ ngày 12 đến ngày 17 tháng 11, rồi khởi hành hộ tống các tàu chở dầu hướng sang Bắc Phi vào ngày 20 tháng 11. Trong ba tháng tiếp theo nó còn thực hiện thêm hai chuyến đi hộ tống vận tải khứ hồi vượt Đại Tây Dương, giữa Aruba và Bizerte, Tunisia cùng Algiers, Algeria.
Sau một đợt huấn luyện ngoài khơi bờ biển New England, Laning đi đến Norfolk vào ngày 1 tháng 4, 1944 để tiếp tục nhiệm vụ hộ tống vận tải. Trong giai đoạn từ ngày 3 tháng 4 đến ngày 8 tháng 10, nó thực hiện ba chuyến đi hộ tống vận tải khứ hồi sang Địa Trung Hải giữa Norfolk và Bizerte và quay trở về New York. Đang trên đường đi từ Algiers đến Bizerte vào ngày 20 tháng 4, nó đã đánh trả một cuộc tấn công ban đêm của năm máy bay ném bom hạng trung Junkers Ju 88 đối phương, khi một quả ngư lôi ném từ máy bay đã đi sát cạnh mạn tàu bên mạn phải.
Rời Tunisia vào ngày 1 tháng 5, Laning tham gia hộ tống cho Đoàn tàu GUS-38 hướng sang phía Tây. Hai ngày sau đó, nó được phái đi trước ở vị trí canh phòng cho đoàn tàu sau khi tàu hộ tống khu trục Menges (DE-320) bị hư hại do trúng phải một quả ngư lôi dò âm phóng từ tàu ngầm U-boat Đức U-371. Nó đảm nhiệm việc bảo vệ cho đoàn tàu trong khi các tàu chiến khác săn đuổi kẻ tấn công, cho đến khi U-371 bị đánh chìm ngoài khơi Béjaïa vào ngày 4 tháng 5.
Sang ngày 5 tháng 5, Laning bắt được tín hiệu radar của một đối tượng nổi trên mặt nước ở khoảng cách 13 nmi (24 km), và theo dõi mục tiêu khi rút ngắn khoảng cách xuống còn 3 nmi (5,6 km). Khi nó sắp truy vấn nhận dạng mục tiêu, tàu ngầm U-967, do Thiếu tá Hải quân Albrecht Brandi chỉ huy, đã lặn xuống nước ở khoảng cách 6.000 yd (5.500 m) và hướng đến đoàn tàu vận tải. Được ba tàu hộ tống khác giúp sức, Laning nỗ lực phát hiện và ngăn chặn chiếc U-boat bằng mìn sâu trước khi đối phương có thể bắn vào các tàu vận tải. Các vụ nổ dữ dội dưới nước lúc 03 giờ 10 phút và 03 giờ 45 phút đã làm gián đoạn việc theo dõi bằng sonar; và ngay sau vụ nổ cuối cùng, tàu chị em Fechteler (DE-157) bị trúng ngư lôi vào phòng động cơ.
Trong khi các tàu khác tiếp tục hoạt động truy tìm U-967, nhưng không đêm lại kết quả, Laning tiếp cận lúc 04 giờ 10 phút để trợ giúp cho Fechteler và bắt đầu cứu vớt những người sống sót. Sau một vụ nổ lớn, Fechteler vỡ làm đôi và đắm lúc 05 giờ 30 phút. Laning kết thúc hoạt động cứu hộ lúc 06 giờ 21 phút, và đã chuyển 125 người sống sót đến Gibraltar trước khi gia nhập trở lại đoàn tàu vận tải trong ngày hôm đó. 
Về đến New York vào ngày 8 tháng 10, Laning phục vụ như mục tiêu cho hoạt động huấn luyện tàu ngầm tại New London, Connecticut từ ngày 15 tháng 10 đến ngày 22 tháng 11. Nó đi đến Xưởng hải quân Philadelphia tại Philadelphia, Pennsylvania để được cải biến thành một tàu vận chuyển cao tốc lớp Charles Lawrence, và được xếp lại lớp với ký hiệu lườn mới APD-55 vào ngày 24 tháng 11, 1944. Khi công việc trong xưởng tàu hoàn tất vào ngày 14 tháng 2, 1945, con tàu lên đường đi Norfolk vào ngày 21 tháng 2 để huấn luyện thủy thủ đoàn tàu vận chuyển.

### Mặt trận Thái Bình Dương
Rời vào ngày Norfolk 26 tháng 5, Laning lên đường đi sang khu vực Mặt trận Thái Bình Dương, đi ngang qua San Diego, California trước khi đến Trân Châu Cảng vào ngày 18 tháng 6. Sau những đợt thực hành huấn luyện cùng các đội phá hoại dưới nước (UDT: Underwater Demolition Team), nó lên đường quay lại vùng bờ Tây, đi đến San Francisco, California vào ngày 14 tháng 7 để được cải biến thành soái hạm UDT. Sau khi hoàn tất nó đi đến San Pedro, California trong các ngày 11 và 12 tháng 8 để đón lên tàu Đội UDT-9 và Tư lệnh Hải đội UDT 2 trước khi rời Oceanside, California vào ngày 16 tháng 8 để đi sang Viễn Đông. Tuy nhiên vào lúc này Nhật Bản đã chấp nhận đầu hàng vào ngày 15 tháng 8 giúp kết thúc cuộc xung đột.
Đi đến Okinawa vào ngày 4 tháng 9, Laning gia nhập lực lượng chiếm đóng thuộc Đệ Thất hạm đội rồi khởi hành vào ngày 5 tháng 9 để đi sang vùng biển Triều Tiên. Từ ngày 8 tháng 9 đến ngày 17 tháng 10, nó đã hỗ trợ cho các hoạt động trinh sát, rà phá thủy lôi và dọn sạch lối ra vào cảng tại Jinsen, Triều Tiên cùng Đại Cô Khẩu và Thanh Đảo, Trung Quốc trước khi quay trở lại Okinawa vào ngày 20 tháng 10. Khởi hành vào ngày 24 tháng 10 cho hành trình quay trở về Hoa Kỳ, con tàu đi ngang qua Guam, Eniwetok và Trân Châu Cảng trước khi về đến San Pedro vào ngày 15 tháng 11. Nó tiếp tục chặng đường đi sang vùng bờ Đông vào ngày 31 tháng 1, 1946, đi đến Boston, Massachusetts vào ngày 16 tháng 2, rồi lên đường đi Green Cove Springs, Florida từ ngày 18 đến ngày 22 tháng 3. Nó được cho xuất biên chế tại đây vào ngày 28 tháng 6, 1946 và được đưa về Hạm đội Dự bị Đại Tây Dương.

### Chiến tranh Triều Tiên

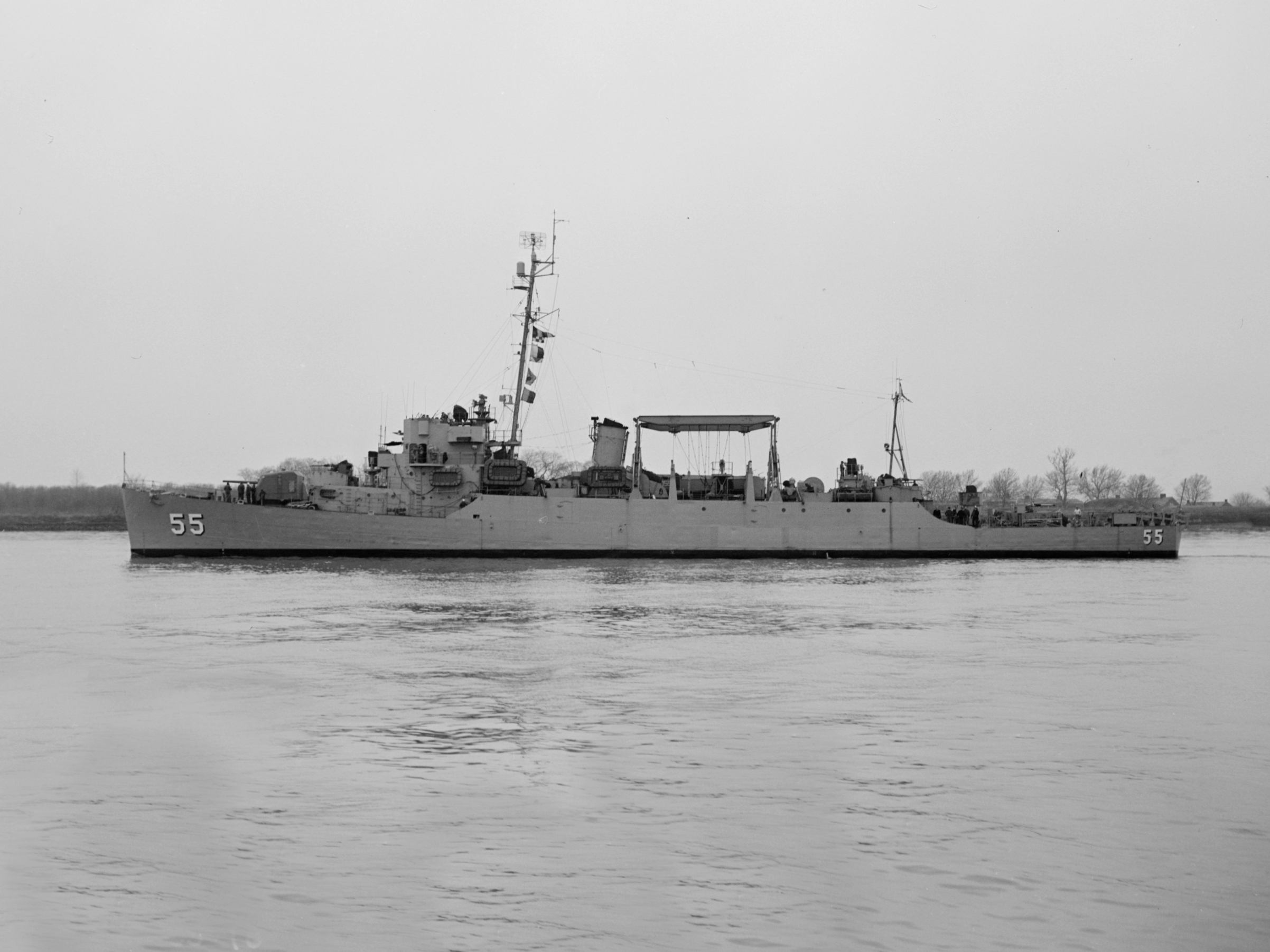
Laning trên đường đi ngoài khơi Philadelphia, ngày 12 tháng 12 năm 1953.

Sau khi quân đội Bắc Triều Tiên vượt vĩ tuyến 38 tấn công xuống lãnh thổ Nam Triều Tiên vào tháng 6 năm 1950 khiến Chiến tranh Triều Tiên bùng nổ, Hải quân Hoa Kỳ gia tăng nhu cầu về tàu chiến các loại. Vì vậy Laning được cho nhập biên chế trở lại tại Green Cove Springs vào ngày 6 tháng 4, 1951 dưới quyền chỉ huy của Hạm trưởng, Trung tá Hải quân John D. Patterson. Nó lên đường đi Norfolk từ ngày 11 đến ngày 14 tháng 5, và trong ba năm tiếp theo đã phục vụ dọc theo vùng bờ biển Đại Tây Dương, trải dài từ Labrador cho đến vùng biển Caribe. Rời Little Creek, Virginia vào ngày 5 tháng 1, 1955, nó chuyển sang vùng bờ Tây để phục vụ tại San Diego từ ngày 23 tháng 1 đến ngày 11 tháng 4, rồi quay trở lại vùng bờ Đông và về đến New York vào ngày 29 tháng 4.
Được điều về Quân khu Hải quân 3, trong ba năm tiếp theo Laning đảm nhiệm vai trò tàu huấn luyện cho Hải quân Dự bị Hoa Kỳ. Nó thực hiện những chuyến đi huấn luyện từ New York lên phía Bắc đến Quebec và Nova Scotia, và về phía Nam đến tận khu vực Tây Ấn và vùng vịnh Mexico. Sau khi quay trở về New York từ vùng biển New England vào ngày 17 tháng 5, 1957, nó chuyển đến Bayonne, New Jersey vào ngày 2 tháng 8, rồi được cho xuất biên chế tại đây vào ngày 13 tháng 9, 1957 và được đưa về Hạm đội Dự bị Đại Tây Dương, neo đậu tại Norfolk.
Đang khi trong thành phần dự bị, Laning được xếp lại lớp thành LPR-55 vào ngày 1 tháng 1, 1969, nhưng không bao giờ được đưa ra hoạt động trở lại. Tên nó được cho rút khỏi danh sách Đăng bạ Hải quân vào ngày 1 tháng 3, 1975, và con tàu được bán để tháo dỡ vào ngày 30 tháng 9, 1975.

## Phần thưởng
Laning được tặng thưởng một Ngôi sao Chiến trận do thành tích phục vụ trong Thế Chiến II.
|  |  |             |
|  |  | Bronze star |
|  |  |             |

| Dãi băng Hoạt động Tác chiến (truy tặng) |                                         |                                                                              |
| Huân chương Phục vụ Trung Hoa (mở rộng)  | Huân chương Chiến dịch Hoa Kỳ           | Huân chương Chiến dịch Châu Âu-Châu Phi-Trung Đông với 1 Ngôi sao Chiến trận |
| Huân chương Chiến thắng Thế Chiến II     | Huân chương Phục vụ Chiếm đóng Hải quân | Huân chương Phục vụ Phòng vệ Quốc gia                                        |